# Deux sœurs mélancoliques à Kyoto
Pour plus de détails, voir Fiche technique et Distribution.
Deux sœurs mélancoliques à Kyoto (古都憂愁 姉いもうと, Koto yūshū: Ane imōto), est un film japonais réalisé par Kenji Misumi et sorti en 1967.

## Fiche technique
- Titre : Deux sœurs mélancoliques à Kyoto[1]
- Titre original : 古都憂愁 姉いもうと (Koto yūshū: Ane imōto?)
- Réalisation : Kenji Misumi
- Scénario : Yoshikata Yoda, d'après un roman de Matsutarō Kawaguchi
- Photographie : Senkichirō Takeda
- Musique : Taichirō Kosugi (ja)
- Décors : Akira Naitō (ja)
- Montage : Kanji Suganuma (ja)
- Société de production : Daiei
- Pays de production :  Japon
- Langue originale : japonais
- Format : couleur — 2,35:1 — 35 mm — son mono
- Genre : drame
- Durée : 83 minutes[2]
- Dates de sortie :
  - Japon : 15 avril 1967[2]

## Distribution
- Shiho Fujimura : Kiyoko
- Hiroko Natsuki (ja) (créditée sous le nom de Kiku Wakayagi) : Hisako
- Kaoru Yachigusa : Shima
- Eiji Funakoshi : Shinkichi Yūki
- Akio Hasegawa (ja) : Akio Tamura
- Eiko Itō (ja) : Oume
- Momoko Kōchi : Mama-san de l'Étoile
- Takuya Fujioka (ja) : le gérant du restaurant

## Autour du film
Deux sœurs mélancoliques à Kyoto dresse un portrait touchant de trois femmes, en même temps qu'une peinture énamourée de Kyoto. Loin de ses films de sabres, Misumi signe une chronique tendre éclairée par le talent de ses trois actrices, Shiho Fujimura en cheffe de restaurant adultérine, Hiroko Natsuki (ja) et Kaoru Yachigusa.